# روکلا، لیتوانی
روکلا (به لاتین: Rukla) یک منطقهٔ مسکونی در لیتوانی است که در شهرستان کاوناس واقع شده‌است. روکلا ۲٬۰۹۸ نفر جمعیت دارد.